# Dicranota maculata
Dicranota (Polyangaeus) maculata là một loài ruồi trong họ Pediciidae. Chúng phân bố ở vùng sinh thái Nearctic.